# Naturwaldzelle Hinkesforst

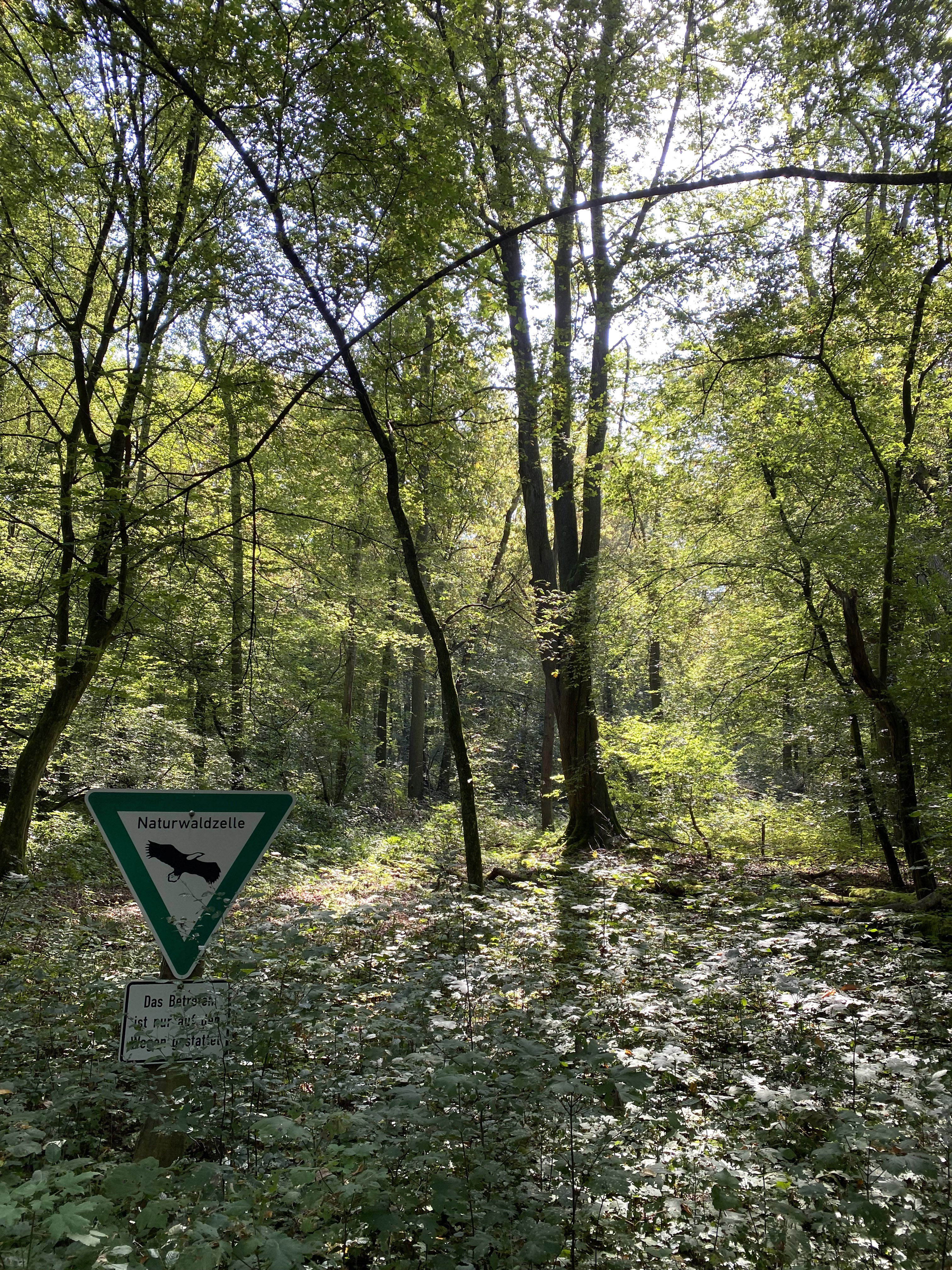
Naturwaldzelle Hinkesforst (Sept. 2023)

Die Naturwaldzelle Hinkesforst ist ein Waldstück auf dem Gebiet der Stadt Ratingen, das nach dem Prinzip der nordrhein-westfälischen Naturwaldzellen nicht forstlich bewirtschaftet wird. Die Größe der Naturwaldzelle Hinkesforst beträgt 13,6 Hektar.
Diese Naturwaldzelle liegt in der Niederrheinebene, zwischen Düsseldorf und Duisburg, etwas westlich der Ratinger Stadtteile Tiefenbroich und Lintorf. Das Gelände ist weitgehend eben und liegt auf einer Höhe von 37 m NN. Das Klima ist durch folgende Werte gekennzeichnet: Jahresdurchschnittstemperatur 9,8 °C bei relativ milden Wintern, Jahresniederschlag 700 mm. Das Gebiet gehört zur rechtsrheinischen Niederterrasse, der Boden ist entsprechend aus Sedimenten aufgebaut. Über Kiesen und Sanden lagert 30 bis 100 cm sandig-lehmiges Substrat, aus dem sich der Boden gebildet hat. An sandigen Stellen mit geringer Überdeckung des kiesigen Untergrundes finden sich Gleye, an tonigen Stellen mit größerer Überdeckung Pseudogleye. Das Grundwasser steht heute etwa in 1,75 m unter dem Gelände an, früher war es höher und stand schon 60 cm unter der Oberfläche. Die Böden und auch die Pflanzen weisen noch Spuren des ehemaligen hohen Grundwasserstandes auf. Der Nährstoffgehalt des Bodens ist meist nur gering, der pH-Wert liegt im sauren Bereich.
Das Waldgebiet wird 1794 als „Henkesforst“ erwähnt, er bestand zu einem großen Teil aus Erlen sowie aus Eichen. Um die Eichen zu fördern, wurden damals Entwässerungsgräben angelegt. 1861 werden wieder Erlen und Eichen als wichtigste Baumarten genannt. Zwischen 1870 und 1880 wurden Eichen, Eschen und Ulmen gepflanzt sowie Altbäume auf den Stock gesetzt. Aus dieser Anpflanzung stammen noch viele der heute vorhandenen Bäume.
Der Wald lässt sich heute als Stieleichen-Hainbuchenwald charakterisieren, die Pflanzengesellschaft gehört zum Stellario-Carpinetum. In der oberen Baumschicht finden sich Stieleiche (Quercus robur), Esche (Fraxinus excelsior), Bergahorn (Acer pseudoplatanus), Flatterulme (Ulmus laevis), Schwarzerle (Alnus glutinosa) und Buche (Fagus sylvatica). Stieleichen und Eschen weisen ein recht gleichförmiges Alter von 125 bis 140 Jahren auf und bilden ein ziemlich geschlossenes Kronendach, in das die anderen Baumarten vereinzelt eingestreut sind. Eine wenig ausgebildete niedrigere Baumschicht wird von der Hainbuche (Carpinus betulus) gebildet. Die Strauchschicht, die stellenweise sehr unterschiedlich ausgebildet ist, besteht hauptsächlich aus Haselnuss (Corylus avellana), Weißdorn (Crataegus), Vogelbeere (Sorbus aucuparia) und Brombeeren (Rubus fruticosus). Die Sträucher sind teilweise von Waldgeißblatt (Lonicera periclymenum) überrankt. Die krautige Bodenvegetation ist recht artenarm. Es dominieren Flattergras (Milium effusum), Rasen-Schmiele (Deschampsia cespitosa) und der Frauenfarn (Athyrium filix-femina).
Esche, Flatterulme und Erlen werden als Relikte eines ehemals wesentlich feuchteren Bodens und höheren Grundwassers gedeutet. Dafür sprechen auch Vorkommen der Sumpf-Segge (Carex acutiformis) und des Breitblättrigen Dornfarns (Dryopteris dilatata). Der Umwandlungsprozess von diesem feuchten Wald zum heutigen trockeneren Boden ist Gegenstand der wissenschaftlichen Beobachtung in dieser Naturwaldzelle.

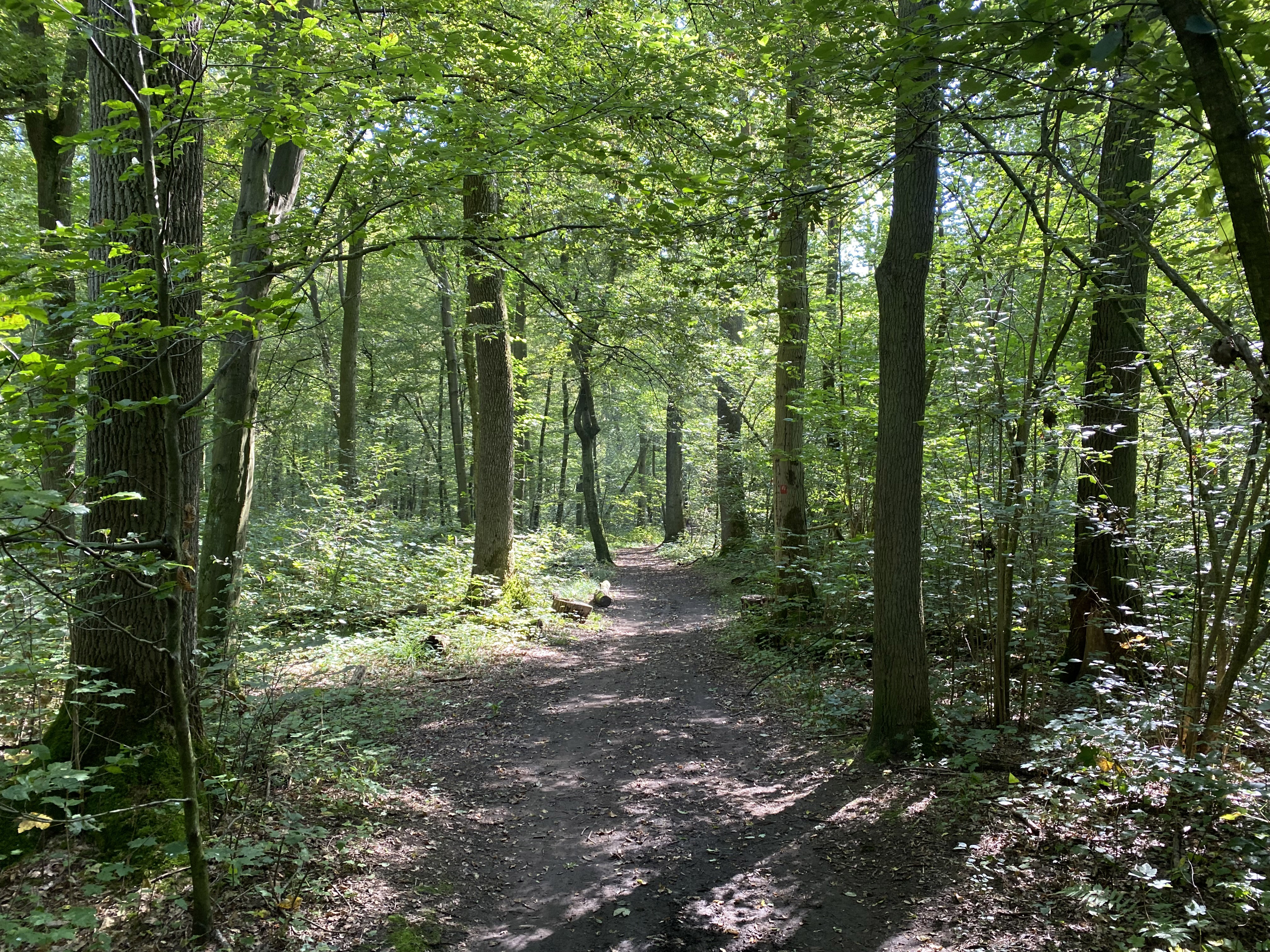
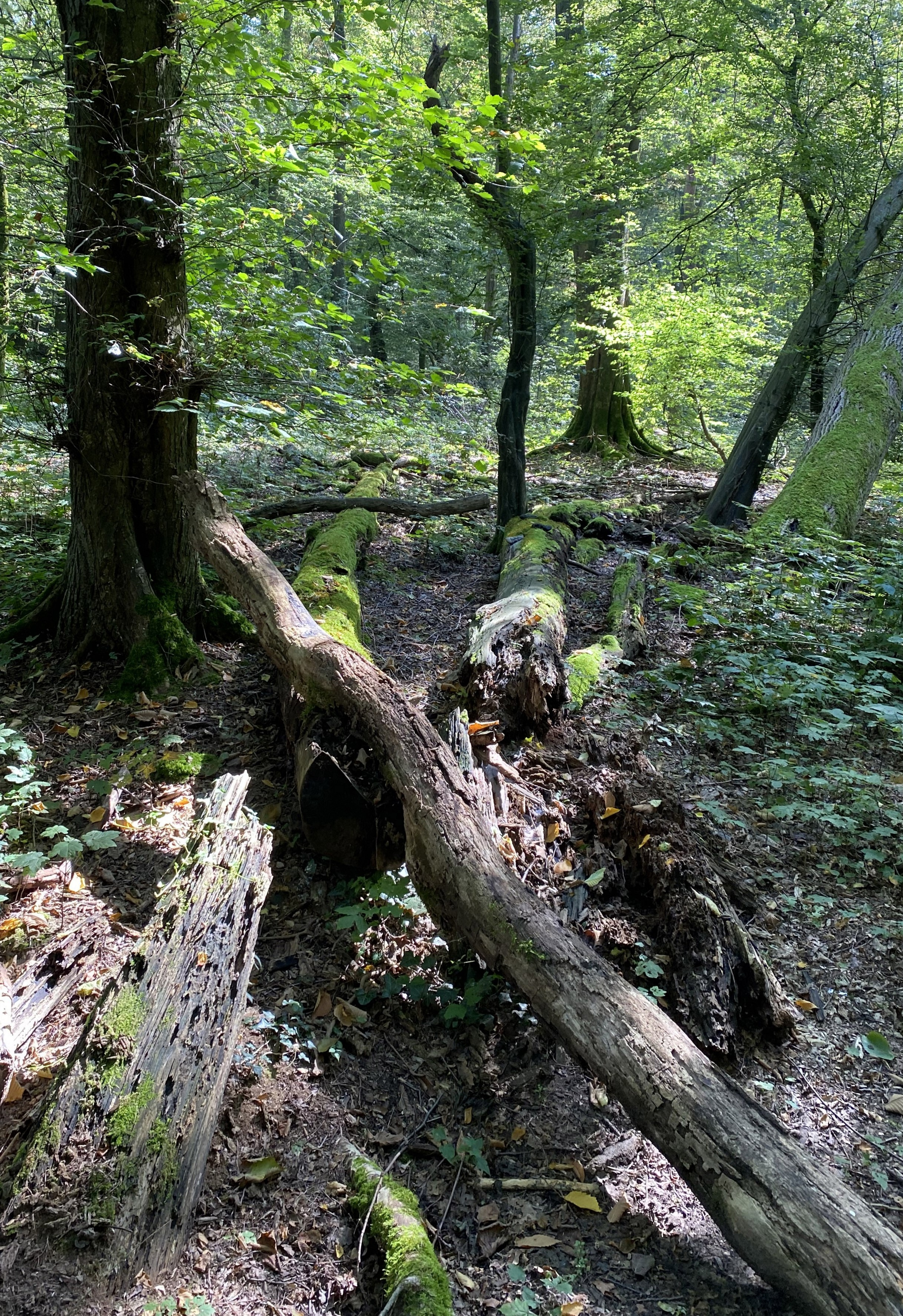
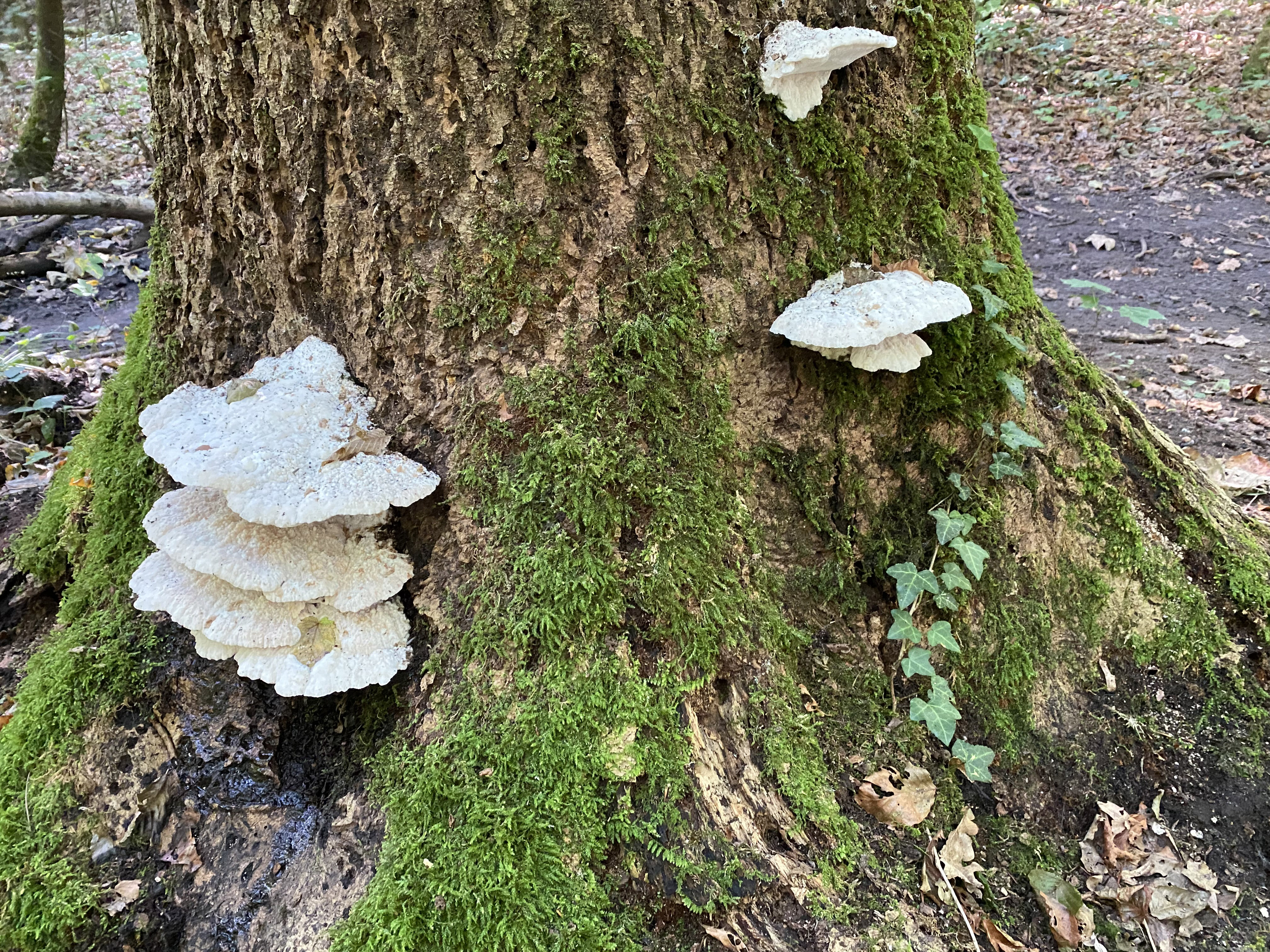
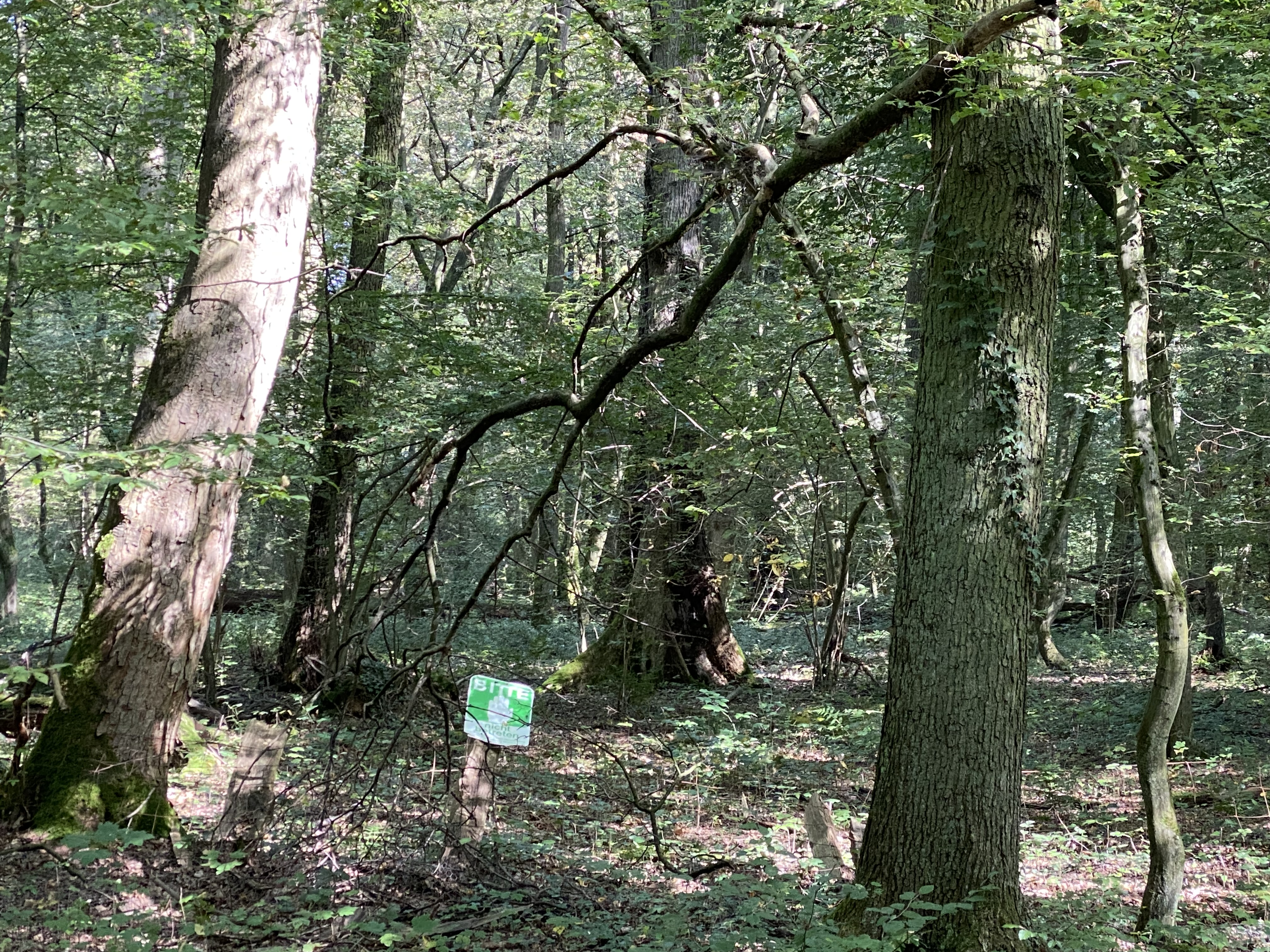
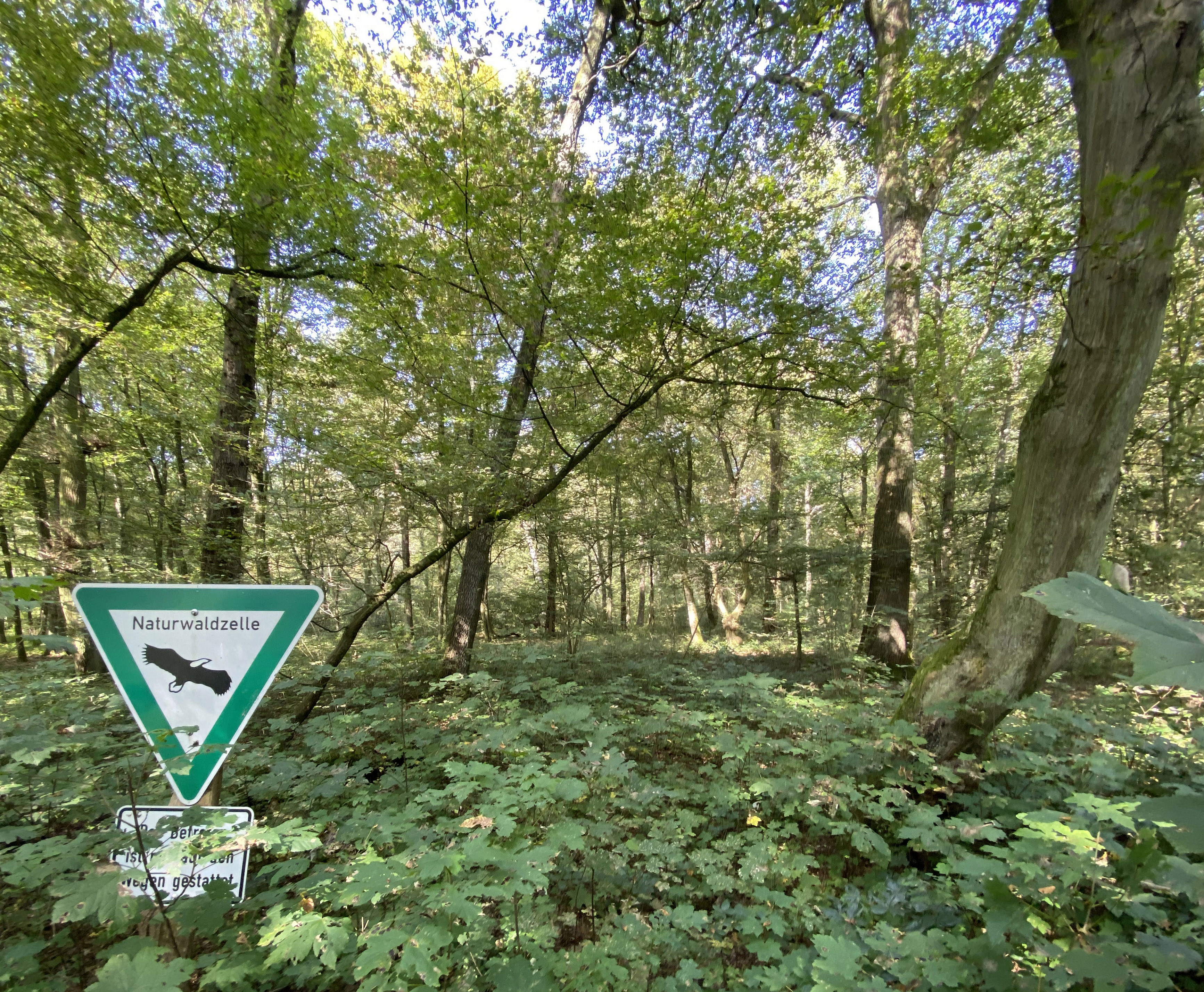

## Belege
- Landesanstalt für Ökologie, Landschaftsentwicklung und Forstplanung (Hrsg.): Naturwaldzellen in Nordrheinwestfalen. Teil I. 1975. S. 71–75.
- Naturwaldzelle Nr. 10, Hinkesforst. Landesbetrieb Wald und Holz Nordrhein-Westfalen, abgerufen am 1. Februar 2016.

Koordinaten: 51° 19′ 25″ N, 6° 48′ 37″ O